# فريدريك إتش ميخائيلس
فريدريك إتش ميخائيلس (بالإنجليزية: Frederick H. Michaelis)‏ هو ضابط أمريكي، ولد في 4 مارس 1917 في كانساس سيتي في الولايات المتحدة، وتوفي في 13 أغسطس 1992 في مقاطعة أرلنغتون في الولايات المتحدة.